# 彼得·亚姆沃尔
彼得·亚姆沃尔（挪威語：Peter Jamvold，1899年11月24日—1962年5月2日），挪威男子帆船运动员。他曾代表挪威参加1920年夏季奥林匹克运动会帆船比赛，获得一枚金牌。他于1962年在奥斯陆去世。